# César-díj a legjobb adaptációnak
A legjobb adaptáció César-díját (franciául César de la meilleure adaptation) a francia Filmművészeti és Filmtechnikai Akadémia 1983-ban hozta létre irodalmi művek legsikeresebb filmes átiratainak elismerésére. Átadása a „Césarok éjszakája” elnevezésű gálaünnepségen történik minden év február végén, március elején a forgatókönyvírók részére.
A megmérettetésben mindazok a filmek részt vehetnek, amelyeket az első körben jelöltek a legjobb film kategóriában, és amelyek forgatókönyve a francia jogszabályok szerint létező irodalmi, filmes, televíziós vagy zenei műnek minősül.
1983-ig egy közös kategóriában értékelték a fikciós műveket és az irodalmi adaptációkat César-díj a legjobb eredeti vagy adaptált forgatókönyvnek elnevezéssel. Ekkor szétválasztották a két forgatókönyvtípust, hogy külön-külön ismerhessék el azokat. Három év után a díjat újra összevonták a legjobb eredeti forgatókönyv kategóriával és 2005-ig egyetlen elismerést adtak át, visszatérve a César-díj a legjobb eredeti vagy adaptált forgatókönyvnek elnevezéshez. 2006-tól ismét önálló kategóriát képez.

## Díjazottak és jelöltek
A díjazottak vastagítással vannak kiemelve. Az évszám a díjosztó gála évét jelzi, amikor az előző évben forgalmazásra került film elismerésben részesült.

### 1980-as évek
1976-tól 1982-ig egyetlen kategória létezett: a legjobb eredeti vagy adaptált forgatókönyv
| Év   | Díjazottak és jelöltek |
| ---- | --- |
| 1983 | - Michel Grisolia, Pierre Granier-Deferre és Jean Aurenche – Az egyiptomi utas (L'étoile du Nord) - Jean-Claude Carrière és Jacek Gasiorowski – Danton - Alain Decaux és Robert Hossein – Les Misérables - Pascal Jardin és Daniel Schmid – Hécate, maîtresse de la nuit |
| 1984 | - Sébastien Japrisot – Gyilkos nyár (L'été meurtrier) - Claude Berri – Viszlát, Pantin! (Tchao Pantin) - Robert Enrico – Au nom de tous les miens |
| 1985 | - Bertrand Tavernier és Colo Tavernier O'Hagan – Vidéki vasárnap (Un dimanche à la campagne) - Dominique Garnier és Andrzej Żuławski – La femme publique - Francis Girod és Françoise Giroud – Tiszta ügy (Le Bon Plaisir)                                               |

1986-tól 2005-ig egyetlen kategória létezett: a legjobb eredeti vagy adaptált forgatókönyv.

### 2000-es évek
2006-tól ismét két kategóriában díjaznak: legjobb eredeti forgatókönyv és legjobb adaptáció.
| Év   | Díjazottak és jelöltek |
| ---- | --- |
| 2006 | - Jacques Audiard és Tonino Benacquista – Halálos szívdobbanás (De battre mon cœur s’est arrêté) - Gilles Taurand – A Mars-mezei sétáló (Le promeneur du Champ-de-Mars) - Costa-Gavraset Jean-Claude Grumberg – Le couperet - Anne Fontaine – Biztos kezekben (Entre ses mains) - Patrice Chéreau – Gabrielle |
| 2007 | - Pascale Ferran, Roger Bohbot és Pierre Trividic – Lady Chatterley - Guillaume Canet és Philippe Lefèbvre – Senkinek egy szót se! (Ne le dis à personne) - Jean-François Halin és Michel Hazanavicius – OSS 117: Képtelen kémregény (OSS 117 – Le Caire nid d'espions) - Philippe Lioret és Olivier Adam – Köszönöm, jól vagyok (Je vais bien, ne t'en fais pas) - Jean-Michel Ribes – Szívek (Cœurs)                                              |
| 2008 | - Marjane Satrapi és Vincent Paronnaud – Persepolis (Persépolis) - Christine Carrière – Darling - Claude Berri – Egyedül nem megy (Ensemble, c'est tout) - Ronald Harwood – Szkafander és pillangó (Le scaphandre et le papillon) - Claude Miller és Nathalie Carter – Un secret |
| 2009 | - Lafaurie, Laurent Cantet, François Begaudeau és Robin Campillo – Az osztály (Entre les murs) - Eric Assous, François d'Epenoux és Jean Becker – Deux jours à tuer - Clémence de Biéville, François Caviglioli és Nathalie – Le crime est notre affaire - Christophe Honoré és Gilles Taurand – Francia szépség (La belle personne) - Abdel Raouf Dafri és Jean-François Richet – Halálos közellenség – Public Enemy (Mesrine: L'instinct de mort) |

### 2010-es évek
| Év   | Díjazottak és jelöltek |
| ---- | --- |
| 2010 | - Stéphane Brizé és Florence Vignon – Mese a szerelemről (Mademoiselle Chambon) - Anne Fontaine és Camille Fontaine – Coco Chanel (Coco avant Chanel) - Philippe Godeau és Agnès de Sacy – A javulás útján (Le dernier pour la route) - Laurent Tirard és Grégoire Vigneront – Kis Nicolas (Le petit Nicolas) - Alex Réval és Laurent Herbiet – Les herbes folles |
| 2011 | - Robert Harris és Roman Polański – Szellemíró (The Ghost Writer) - Julie Bertucelli – A fa (L'arbre) - Bertrand Tavernier, Jean Cosmos és François Olivier Rousseau – Montpensier hercegnője (La princesse de Montpensier) - Eric Lartigau és Laurent de Bartillat – L'Homme qui voulait vivre sa vie - François Ozon – Született feleség (Potiche)              |
| 2012 | - Roman Polański és Yasmina Reza – Az öldöklés istene (Carnage) - David Foenkinos – Nathalie második élete (La délicatesse) - Vincent Garenq – Présumé coupable - Olivier Gorce, Roschdy Zem, Rachid Bouchareb és Olivier Lorelle – Omar m'a tuer - Mathieu Kassovitz, Benoît Jaubert és Pierre Geller – Lázadás (L'ordre et la morale)                           |
| 2013 | - Jacques Audiard és Thomas Bidegain – Rozsda és csont (De rouille et d'os) - Lucas Belvaux – 38 témoins - Matthieu Delaporte és Alexandre de la Patellière – Hogyan nevezzelek? (Le prénom) - François Ozon – A házban (Dans la maison) - Gilles Taurand és Benoît Jacquot – Búcsú a királynémtól (Les adieux à la reine)                                        |
| 2014 | - Guillaume Gallienne – Én, én és az anyám (Les garçons et Guillaume, à table !) - Arnaud Desplechin – Jimmy P. - Abdellatif Kechiche és Ghalya Lacroix – Adèle élete – 1–2. fejezet (La vie d'Adèle) - Roman Polański és David Ives – Vénusz bundában (La Vénus à la fourrure) - Bertrand Tavernier, Christophe Blain és Antonin Baudry – Quai d'Orsay           |
| 2015 | - Cyril Gely, Volker Schlöndorff – Az utolsó éjszaka Párizsban (Diplomatie) - Mathieu Amalric, Stéphanie Cléau – La chambre bleue - Sólveig Anspach, Jean-Luc Gaget – Lulu szabadon (Lulu femme nue) - Lucas Belvaux – Pas son genre - Cédric Anger – La prochaine fois je viserai le coeur                                                                       |
| 2016 | - Philippe Faucon – Fatima - David Oelhoffen, Frédéric Tellier – Az SK1-es ügy (L'affaire Sk1) - Samuel Benchetrit – Lépcsőházi történetek (Asphalte) - Vincent Garenq, Stéphane Cabel – L'enquête - Hélène Zimmer, Benoit Jacquot – Egy szobalány naplója (Journal d’une femme de chambre)                                                                       |
| 2017 | - Céline Sciamma – Életem Cukkiniként (Ma vie de Courgette) - David Birke – Áldozat? (Elle) - Séverine Bosschem és Emmanuelle Bercot – 150 milligramm (La fille de Brest) - François Ozon – Frantz - Nicole Garcia és Jacques Fieschi – Mal de pierres - Katell Quillévéré és Gilles Taurand – Szívvel-lélekkel (Réparer les vivants)                             |
| 2018 | - Albert Dupontel és Pierre Lemaitre – Viszontlátásra odafönt (Au revoir là-haut) - Xavier Beauvois és Frédérique Moreau – Les gardiennes - Grand Corps Malade és Fadette Drouard – Patients - Éric Barbier és Marie Eynard – La promesse de l'aube - Michel Hazanavicius – Le Redoutable                                                                         |
| 2019 | - Andréa Bescond és Éric Métayer – Les chatouilles - Jacques Audiard és Thomas Bidegain – Testvérlövészek (Les Frères Sisters) - Catherine Corsini és Laurette Polmanss – Un amour impossible - Emmanuel Finkiel – La douleur - Emmanuel Mouret – Mademoiselle de Joncquières                                                                                     |

### 2020-as évek
| Év   | Díjazottak és jelöltek |
| ---- | --- |
| 2020 | - Roman Polański, Robert Harris – Tiszt és kém – A Dreyfus-ügy (J’accuse) - Costa-Gavras – Adults in the Room - Jérémy Clapin, Guillaume Laurant – Keresem a testem (J'ai perdu mon corps) - Arnaud Desplechin, Léa Mysius – Kisváros, éjjel (Roubaix, une lumière) - Dominik Moll, Gilles Marchand – Seules les bêtes |
| 2021 | - Stéphane Demoustier – La Fille au bracelet - Olivier Assayas – Wasp Network – Az ellenállók (Cuban Network) - Hannelore Cayre, Jean-Paul Salomé – A fűnökasszony (La daronne) - François Ozon – ’85 nyara (Été 85) - Eric Barbier – A gyerekkor földje (Petit pays)                                                  |
| 2022 | - Xavier Giannoli, Jacques Fieschi – Elveszett illúziók (Illusions perdues) - Yaël Langmann, Yvan Attal – Les choses humaines - Audrey Diwan, Marcia Romano – Esemény (L’événement) - Céline Sciamma, Léa Mysius, Jacques Audiard – Ahol a nap felkel Párizsban (Les Olympiades) - Mathieu Amalric – Serre moi fort    |
| 2023 | - Gilles Marchand, Dominik Moll – Akkor éjjel (La nuit du 12) - Michel Hazanavicius – Csapó! (Coupez !) - Thierry de Peretti, Jeanne Aptekman – Enquête sur un scandale d'État |
| 2024 | - Valérie Donzelli és Audrey Diwan – L'Amour et les Forêts - Vanessa Filho – Le Consentement - Catherine Breillat – L'Été dernier |
| 2025 | - Jacques Audiard – Emilia Pérez - Matthieu Delaporte, Alexandre de la Patellière – Monte Cristo grófja (Le compte de Monte Cristo) - Michel Hazanavicius, Jean-Claude Grumberg – A legértékesebb áru (La Plus Précieuse des marchandises)                                                                             |